# Лунтик. Возвращение домой
«Лу́нтик. Возвраще́ние домо́й» — российский анимационный фильм по мультсериалу «Лунтик и его друзья». Выход в кинотеатрах состоялся 29 августа 2024 года. 24 октября 2024 года состоялась премьера в онлайн-кинотеатре Кинопоиск. Лауреат национальной кинопремии «Ника» (2025).

## Сюжет
Лунтик решает отправиться домой на Луну c целью найти свою маму. В этом ему помогут его друзья — Кузя, Мила, Вупсень и Пупсень, Пчелёнок, Элина и другие жители большого леса. Также им будет противостоять суперзлодей, обитающий на Чёрной горе — Многоножка.

## Персонажи
- Лунтик — маленький пушистый инопланетянин, очень добрый, главный герой мультфильма. Именно ему надо улететь на Луну и найти свою маму.
- Мама Лунтика — героиня, которая любит своего сына и тоскует по нему. Она не выращивала и не воспитывала Лунтика, так как малыш после вылупления улетел на Землю, но мечтала о том, чтобы подарить ему свою ласку, зная о существовании ребёнка.
- Кузя — лучший друг Лунтика, кузнечик. Добр, но любит спорить. Готов отомстить врагу. Помогает Лунтику, как и все.
- Мила — лучшая подруга Лунтика, божья коровка.
- Бабочки — Три цветные бабочки, не считая Маргариту.
- Пчелёнок — друг Лунтика, пчела. Ходит в школу пчёл и учится базовым навыкам пчелы.
- Баба Капа — пчела, приёмная бабушка Лунтика.
- Генерал Шер — шершень, приёмный дедушка Лунтика. Генерал в отставке.
- Паук Шнюк — занимается плетением паутины, а также увлекается живописью, музыкой, поэзией и скульптурой, паук.
- Корней Корнеевич — шахтёр, полевой фельдшер и изобретатель, дождевой червь.
- Вупсень и Пупсень — друзья Лунтика, два неразлучных брата, любят шалить, гусеницы.
- Мотыль — старый учёный, согласившийся помочь Лунтику встретиться с его мамой, но при этом очень хотел его исследовать из-за увлечения Луной, потому и преследовал его, пока он добирался до чёрной горы. Бабочка-моль.
- Стрекоза  — немая стрекоза, помогает Лунтику и друзьям уйти от преследования, действует как самолёт.
- Многоножка — безмолвная сороконожка, живущая на Чёрной горе. Не любит когда её беспокоят. Из-за неё Лунтик жертвует своей скорлупой. Главный антагонист мультфильма.
- Мама Пчелёнка — очень любит своего сына. Благодаря ей Лунтик задумался о своей маме.
- Лунные пчёлы — обитатели луны, появлялись во сне Лунтика и в моменте, когда Лунтик прилетел на Луну. Когда вылупляются малыши, у лунных пчёл светится живот, и они идут обнимать своих малышей. С помощью силы чувств и лунного света могут притягиваться к ним.
- Малыши Лунных пчёл — вылуплялись из яиц, появлялись во сне Лунтика. Также как и мамы могут притягиваться, включая Лунтика.
- Луна — лунная подруга Лунтика, была среди малышей лунных пчёл и появлялась в качестве камео. В сериале как и Лунтик упала на землю, в фильме же она осталась на луне. Возможно это был брат Луны.

## Актёры озвучивания
| Актёр                      | Роль                                     |
| -------------------------- | ---------------------------------------- |
| Анна Слынько               | Лунтик, Пчелёнок, Бабочки                |
| Мария Цветкова-Овсянникова | Мама Лунтика                             |
| Юлия Зоркина               | Кузя, Баба Капа                          |
| Юлия Рудина                | Мила, Мама Пчелёнка                      |
| Анатолий Петров            | Генерал Шер, Паук Шнюк, Корней Корнеевич |
| Олег Куликович             | Вупсень и Пупсень                        |
| Валерий Смекалов           | Мотыль                                   |
| Константин Бронзит         | Многоножка                               |

## Производство
Первоначальный сценарий мультфильма был написан в 2013 году и доработан в начале 2023 года. В марте 2023 года состоялся официальный анонс. 17 марта 2023 года Константин Бронзит заявил, что картина будет представлять собой «роуд-муви» и будет готова к концу 2023 года, однако на тот момент дата релиза не называлась.
Тизер-трейлер был опубликован на YouTube 2 апреля 2024 года.
В апреле в сети показали маму Лунтика, что взбудоражило пользователей.

## Релиз
Премьера мультфильма в российских кинотеатрах состоялась 29 августа 2024 года.